# Éliminatoires du Championnat d'Europe de football espoirs 2013 - Groupe 5
Cet article donne les résultats des matchs du groupe 5 des éliminatoires du Championnat d'Europe de football espoirs 2013.

## Classement
| Rang | Équipe  | Pts | J | G | N | P | Bp | Bc | Diff |  | Résultats (▼ dom., ► ext.) |     |     |     |     |     |
| ---- | ------- | --- | - | - | - | - | -- | -- | ---- |  | -------------------------- | --- | --- | --- | --- | --- |
| 1    | Espagne | 18  | 6 | 6 | 0 | 0 | 21 | 2  | +19  |  | Espagne                    |     | 3-0 | -   | 2-0 | 6-0 |
| 2    | Suisse  | 13  | 6 | 4 | 1 | 1 | 12 | 4  | +8   |  | Suisse                     | -   |     | 4-0 | 5-0 | -   |
| 3    | Croatie | 6   | 6 | 2 | 0 | 4 | 6  | 9  | -3   |  | Croatie                    | 0-2 | 1-2 |     | 0-1 | 4-0 |
| 4    | Géorgie | 6   | 6 | 2 | 0 | 4 | 5  | 16 | -11  |  | Géorgie                    | 2-7 | 0-1 | -   |     | -   |
| 5    | Estonie | 1   | 6 | 0 | 1 | 5 | 1  | 14 | -13  |  | Estonie                    | 0-1 | 0-0 | 0-1 | 1-2 |     |

## Résultats et calendrier
| 3 juin 2011 | Croatie   | 0-1 | Géorgie                  | SC Hrvatskih vitezova (Dugopolje) |                           |
| 16h00       |           |     | 5e Tornike Tarkhnishvili | Arbitrage : Ilias Spathas         | Arbitrage : Ilias Spathas |
| 16h00       | (Rapport) |     |                          | Arbitrage : Ilias Spathas         | Arbitrage : Ilias Spathas |

| 1er septembre 2011 | Estonie   | 0-0 | Suisse | A. Le Coq Arena (Tallinn) |                           |
| 18h00              |           |     |        | Arbitrage : Anar Salmanov | Arbitrage : Anar Salmanov |
| 18h00              | (Rapport) |     |        | Arbitrage : Anar Salmanov | Arbitrage : Anar Salmanov |

| 1er septembre 2011 | Géorgie                                         | 2-7 | Espagne                                                                  | Tsentraluri (Kutaisi)      |                            |
| 16h00              | Iñigo Martínez 52e (csc) · Nika Kvekveskiri 87e |     | 3e 21e Isco · 11e 29e 30e Rodrigo · 39e Sergio Canales · 61e Marc Bartra | Arbitrage : Stuart Attwell | Arbitrage : Stuart Attwell |
| 16h00              | (Rapport)                                       |     |                                                                          | Arbitrage : Stuart Attwell | Arbitrage : Stuart Attwell |

| 5 septembre 2011 | Suisse                                                                     | 4-0 | Croatie | Stade de Tourbillon (Sion) |                           |
| 19h30            | Steven Zuber 8e · Nzuzi Toko 62e · Pajtim Kasami 79e · Haris Seferovic 81e |     |         | Arbitrage : Halis Özkahya  | Arbitrage : Halis Özkahya |
| 19h30            | (Rapport)                                                                  |     |         | Arbitrage : Halis Özkahya  | Arbitrage : Halis Özkahya |

| 5 septembre 2011 | Espagne                       | 2-0 | Géorgie | Angel Carro (Lugo)        |                           |
| 20h45            | Sergio Canales 17e (pen.) 79e |     |         | Arbitrage : István Kovács | Arbitrage : István Kovács |
| 20h45            | (Rapport)                     |     |         | Arbitrage : István Kovács | Arbitrage : István Kovács |

| 6 octobre 2011 | Croatie   | 0-2 | Espagne                | Dvorana Gradski vrt (Osijek) |                           |
| 20h30          |           |     | 18e Koke · 57e Rodrigo | Arbitrage : Steven McLean    | Arbitrage : Steven McLean |
| 20h30          | (Rapport) |     |                        | Arbitrage : Steven McLean    | Arbitrage : Steven McLean |

| 7 octobre 2011 | Géorgie   | 0-1 | Suisse                | Stade Mikhaïl-Meskhi (Tbilissi)  |                                  |
| 19h00          |           |     | 56e François Affolter | Arbitrage : Alexander Kostadinov | Arbitrage : Alexander Kostadinov |
| 19h00          | (Rapport) |     |                       | Arbitrage : Alexander Kostadinov | Arbitrage : Alexander Kostadinov |

| 10 octobre 2011 | Estonie   | 0-1 | Croatie                 | Tartu Tamme staadion (Tartu)   |                                |
| 15h00           |           |     | 89e (pen.) Ante Vukušić | Arbitrage : Ioannis Anastasiou | Arbitrage : Ioannis Anastasiou |
| 15h00           | (Rapport) |     |                         | Arbitrage : Ioannis Anastasiou | Arbitrage : Ioannis Anastasiou |

| 10 novembre 2011 | Suisse                                                              | 5-0 | Géorgie | Stadio comunale Cornaredo (Lugano) |                               |
| 19h00            | Steven Zuber 8e 33e 42e · Nassim Ben Khalifa 13e · Raphael Koch 64e |     |         | Arbitrage : Sergei Tsinkevich      | Arbitrage : Sergei Tsinkevich |
| 19h00            | (Rapport)                                                           |     |         | Arbitrage : Sergei Tsinkevich      | Arbitrage : Sergei Tsinkevich |

| 10 novembre 2011 | Espagne                                                                  | 6-0 | Estonie | Municipal Alvarez Claro (Melilla)   |                                     |
| 20h45            | Rodrigo 8e 33e 42e · Isco 59e · Álvaro Vázquez 90e · Pablo Sarabia 90+3e |     |         | Arbitrage : Anastasios Sidiropoulos | Arbitrage : Anastasios Sidiropoulos |
| 20h45            | (Rapport)                                                                |     |         | Arbitrage : Anastasios Sidiropoulos | Arbitrage : Anastasios Sidiropoulos |

| 14 novembre 2011 | Croatie                                                | 4-0 | Estonie | Stade Municipal (Pula)      |                             |
| 17h00            | Duje Čop 14e · Ante Vukušić 42e 81e · Arijan Ademi 75e |     |         | Arbitrage : Oleksandr Derdo | Arbitrage : Oleksandr Derdo |
| 17h00            | (Rapport)                                              |     |         | Arbitrage : Oleksandr Derdo | Arbitrage : Oleksandr Derdo |

| 14 novembre 2011 | Espagne                                                           | 3-0 | Suisse | Stade Nuevo Arcángel (Cordoue) |                          |
| 20h00            | Iker Muniain 8e · Thiago Alcántara 26e (pen.) · Marc Bartra 45+1e |     |        | Arbitrage : Paolo Valeri       | Arbitrage : Paolo Valeri |
| 20h00            | (Rapport)                                                         |     |        | Arbitrage : Paolo Valeri       | Arbitrage : Paolo Valeri |

| 31 mai 2012 | Estonie   | 0-1 | Espagne  | Lilleküla Stadium (Tallinn) |                            |
| 19h00       |           |     | 40e Isco | Arbitrage : Dawid Piasecki  | Arbitrage : Dawid Piasecki |
| 19h00       | (Rapport) |     |          | Arbitrage : Dawid Piasecki  | Arbitrage : Dawid Piasecki |

| 2 juin 2012 | Croatie           | 1-2 | Suisse                                  | Gradski stadion (Koprivnica)     |                                  |
| 16h30       | Dejan Glavica 73e |     | 15e Haris Seferovic · 90+2e Josip Drmic | Arbitrage : Martin Strömbergsson | Arbitrage : Martin Strömbergsson |
| 16h30       | (Rapport)         |     |                                         | Arbitrage : Martin Strömbergsson | Arbitrage : Martin Strömbergsson |

| 5 juin 2012 | Estonie                      | 1-2 | Géorgie                                   | Lilleküla Stadium (Tallinn) |                           |
| 17h30       | Solomon Kverkvelia 81e (csc) |     | 12e Tornike Okriashvili · 26e Levan Kenia | Arbitrage : Tolga Özkalfa   | Arbitrage : Tolga Özkalfa |
| 17h30       | (Rapport)                    |     |                                           | Arbitrage : Tolga Özkalfa   | Arbitrage : Tolga Özkalfa |

| 15 août 2012 | Géorgie   | - | Croatie |  |  |
|              |           |   |         |  |  |
|              | (Rapport) |   |         |  |  |

| 6 septembre 2012 | Géorgie   | - | Estonie |  |  |
|                  |           |   |         |  |  |
|                  | (Rapport) |   |         |  |  |

| 6 septembre 2012 | Suisse    | - | Espagne |  |  |
|                  |           |   |         |  |  |
|                  | (Rapport) |   |         |  |  |

| 10 septembre 2012 | Espagne   | - | Croatie |  |  |
|                   |           |   |         |  |  |
|                   | (Rapport) |   |         |  |  |

| 10 septembre 2012 | Suisse    | - | Estonie |  |  |
|                   |           |   |         |  |  |
|                   | (Rapport) |   |         |  |  |